# Primeiro-ministro da Nova Zelândia
 O Primeiro-ministro da Nova Zelândia (Māori: Te Pirimia o Aotearoa) é o chefe de governo da Nova Zelândia. O atual primeiro-ministro é Christopher Luxon, líder do Partido Nacional da Nova Zelândia. Assumiu o cargo em 27 de novembro de 2023.
O primeiro-ministro (informalmente abreviado para PM) é o mais antigo ministro do governo. Ela ou ele é responsável por presidir as reuniões do Gabinete; atribuição de cargos a ministros dentro do governo; atuando como porta-voz do governo; e fornecer conselhos ao soberano ou ao representante do soberano, o governador-geral. Ela ou ele também tem responsabilidade ministerial pelo Departamento do Primeiro Ministro e Gabinete.
O cargo existe por uma convenção de longa data, que se originou no antigo poder colonial da Nova Zelândia, o então Reino Unido da Grã-Bretanha e Irlanda. A convenção estipula que o governador-geral deve selecionar como primeiro-ministro a pessoa com maior probabilidade de comandar o apoio ou a confiança da Câmara dos Representantes. Este indivíduo é tipicamente o líder parlamentar do partido político que detém o maior número de assentos naquela câmara. O primeiro-ministro e o Gabinete são coletivamente responsáveis por suas ações ao governador-geral, à Câmara dos Representantes, ao seu partido político e, em última análise, ao eleitorado nacional.
Originalmente, o chefe de governo era intitulado "Secretário Colonial" ou "Primeiro-ministro" (Ministro principal). Isso mudou em 1869 para "Premier". Esse título permaneceu em uso por mais de 30 anos, até que Richard Seddon o mudou informalmente para "Primeiro-ministro" em 1901, durante seu mandato no cargo. Após a declaração da Nova Zelândia como um Domínio em 1907, o título de primeiro-ministro foi usado exclusivamente em inglês. Em maori, o título pirimia, significando "premier", continua a ser usado. Os primeiros-ministros da Nova Zelândia são denominados ''The Right Honorable" (''O Muito Honorável'', em português), um privilégio que eles mantêm por toda a vida.

## Nomeação

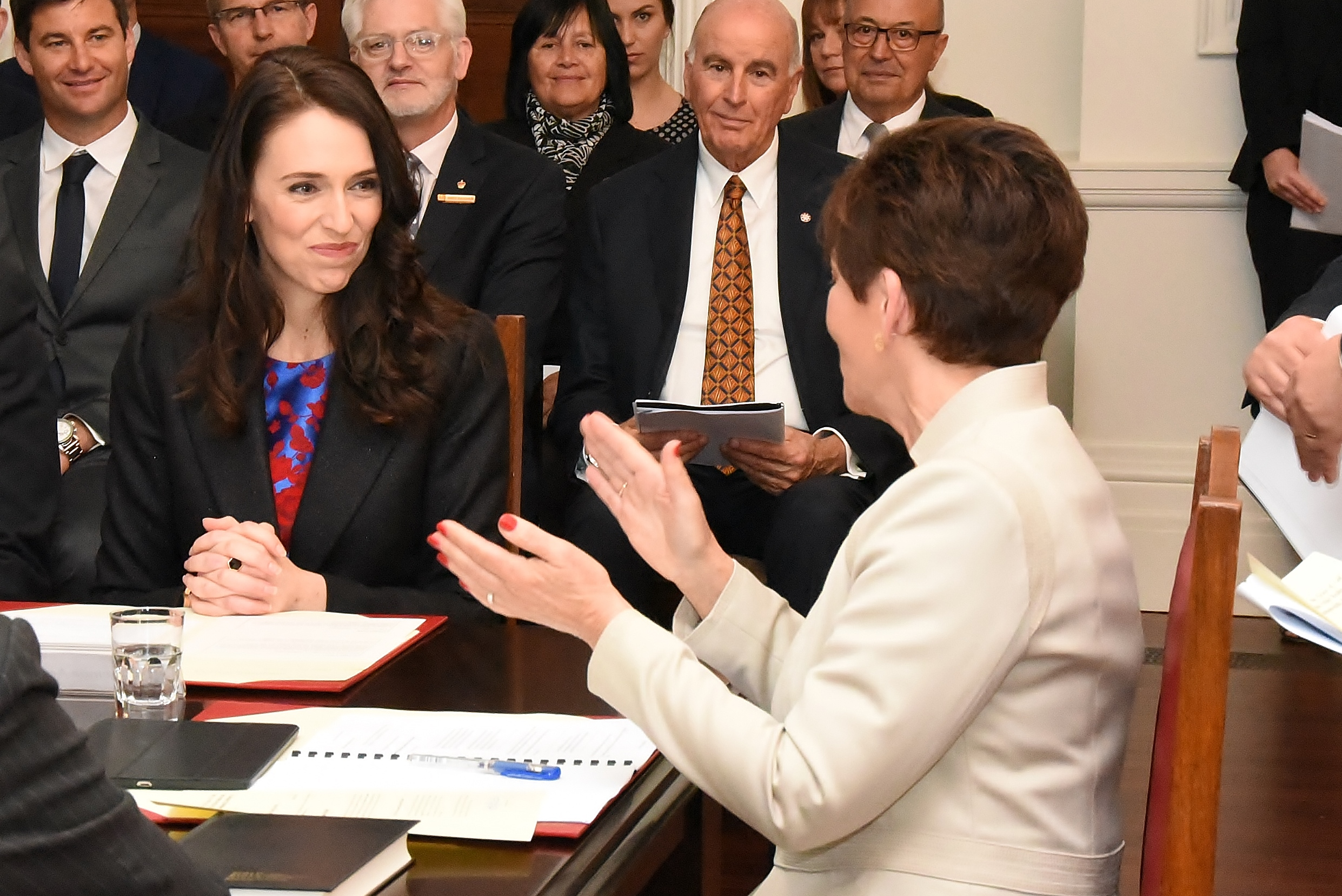
Governador-geral Dame Patsy Reddy nomeia Jacinda Ardern como a 40ª primeira-ministra, 26 de outubro de 2017

O cargo de primeiro-ministro é, como outros cargos ministeriais, uma nomeação pelo governador-geral em nome do monarca. Pelas convenções do governo responsável, o governador-geral chamará para formar um governo o indivíduo com maior probabilidade de receber o apoio, ou confiança, da maioria dos membros eleitos do parlamento. Ao fazer essa nomeação, a convenção exige que o governador geral atue sobre o resultado do processo eleitoral e as discussões subsequentes entre os partidos políticos; e atuar sobre o resultado do processo político pelo qual a pessoa que irá liderar o governo como primeiro-ministro é identificada. Na prática, a posição cabe ao líder parlamentar do maior partido político entre os que formam o governo. O primeiro-ministro pode liderar um governo de coalizão e/ou um governo minoritário dependente do apoio de partidos menores durante a confiança e o fornecimento de votos.
Uma vez nomeado e empossado pelo governador-geral, o primeiro-ministro permanece no cargo até a demissão, renúncia ou morte no cargo. O primeiro-ministro, como outros ministros, exerce o cargo "durante a vontade do governador-geral", então, teoricamente, o governador-geral pode demitir o primeiro-ministro a qualquer momento; no entanto, seu poder para fazê-lo é fortemente circunscrito por convenção. O governador-geral raramente pode exercer poder de reserva para demitir o primeiro-ministro em circunstâncias que envolvam uma moção de desconfiança contra o governo no parlamento.

## História

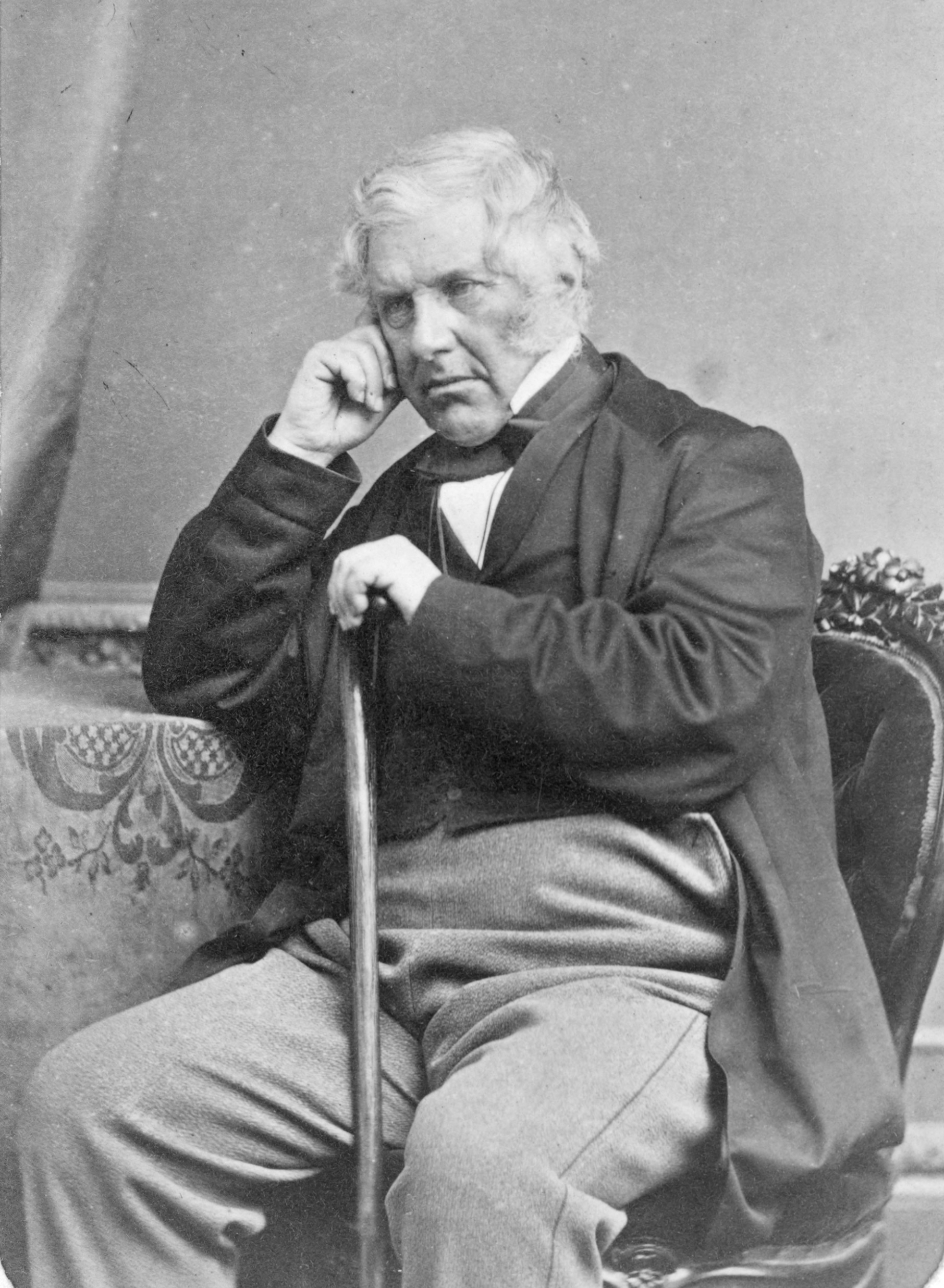
Henry Sewell, considerado o primeiro primeiro-ministro da Nova Zelândia

Assumindo que Henry Sewell é contado como o primeiro primeiro-ministro, 40 pessoas ocuparam o cargo desde que foi estabelecido. Algumas dessas pessoas o realizaram em diversas ocasiões, com o registro do número máximo de vezes compartilhado entre William Fox e Harry Atkinson (ambos serviram quatro vezes). O mais longo que alguém já serviu no escritório é 13 anos, um recorde estabelecido por Richard Seddon. O primeiro proprietário do cargoo, Henry Sewell, liderou o país pelo menor tempo total; seu único mandato durou apenas 13 dias. O período mais curto pertencia a Harry Atkinson, cujo terceiro mandato durou apenas sete dias, mas Atkinson serviu mais tempo no total do que Sewell. O mais novo foi Edward Stafford, que foi nomeado primeiro em 1856, aos 37 anos de idade. O mais velho foi Walter Nash, que tinha 78 anos quando deixou o cargo em 1960 (e 75, quando assumiu o cargo em 1957).
A Nova Zelândia é um dos poucos países do mundo a ter três chefes de governo do sexo feminino, e um dos três únicos países que tiveram uma chefe de governo do sexo feminino sucede diretamente a outra. A primeira primeira-ministra do sexo feminino foi Jenny Shipley, do Partido Nacional, que substituiu Jim Bolger no final de 1997; Shipley foi sucedido por Helen Clark em 1999. Jacinda Ardern, a segunda líder feminina do Partido Trabalhista depois de Clark, tornou-se primeiro-ministro em 2017.

## Ex-primeiros-ministros vivos
Há sete ex-primeiros-ministros da Nova Zelândia vivos, como visto abaixo: 

Ex-primeiros-ministros da Nova Zelândia vivos
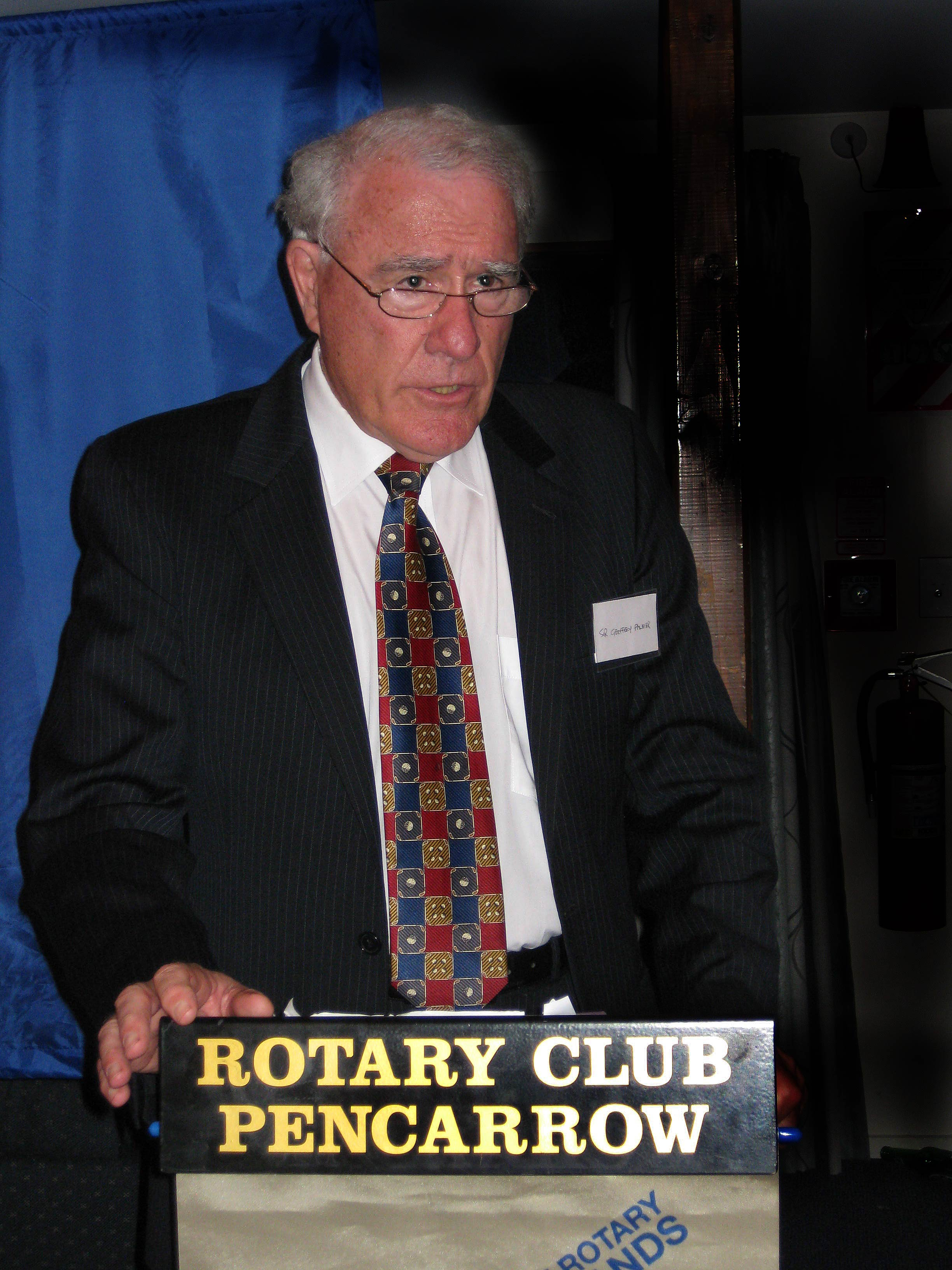
Sir Geoffrey Palmer serviu 1989 a 1990, nascido em 1942
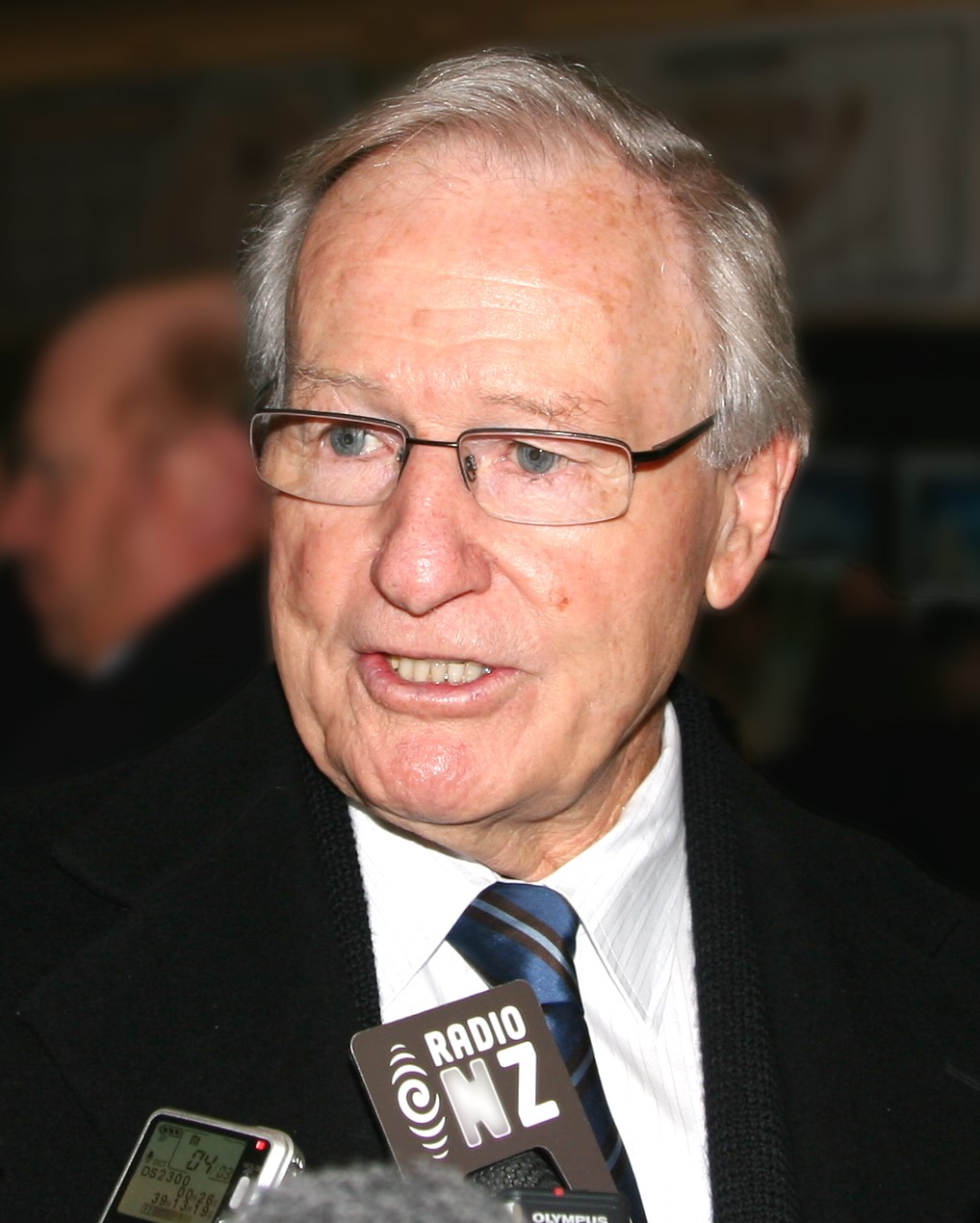
Jim Bolger serviu 1990 a 1997, nascido em 1935
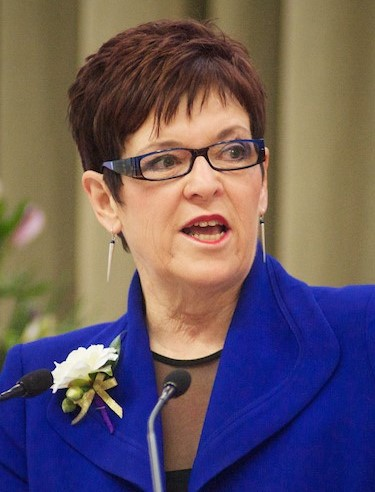
Dame Jenny Shipley serviu 1997 a 1999, nascida em 1952
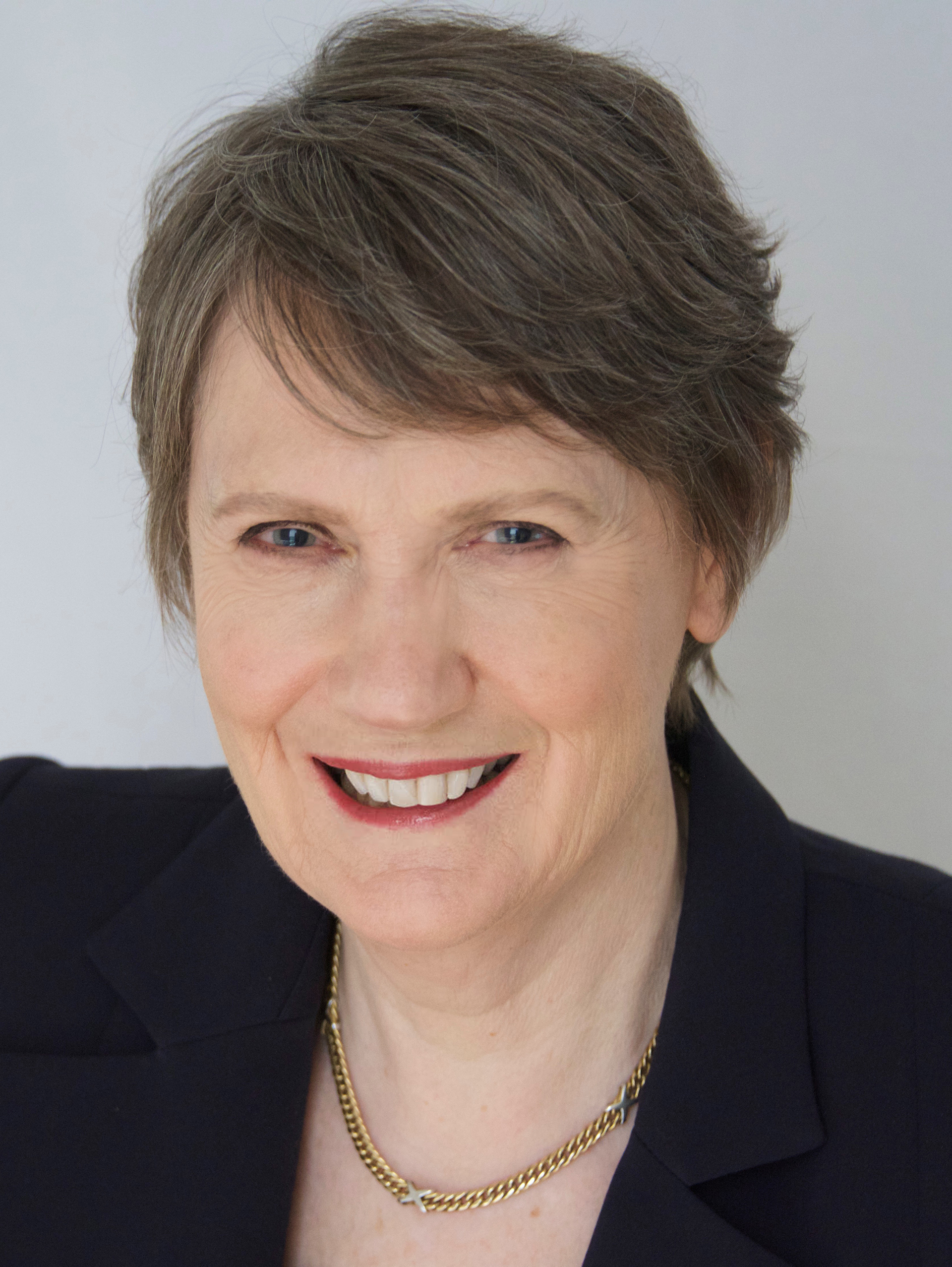
Helen Clark serviu de 1999 a 2008, nascida em 1950
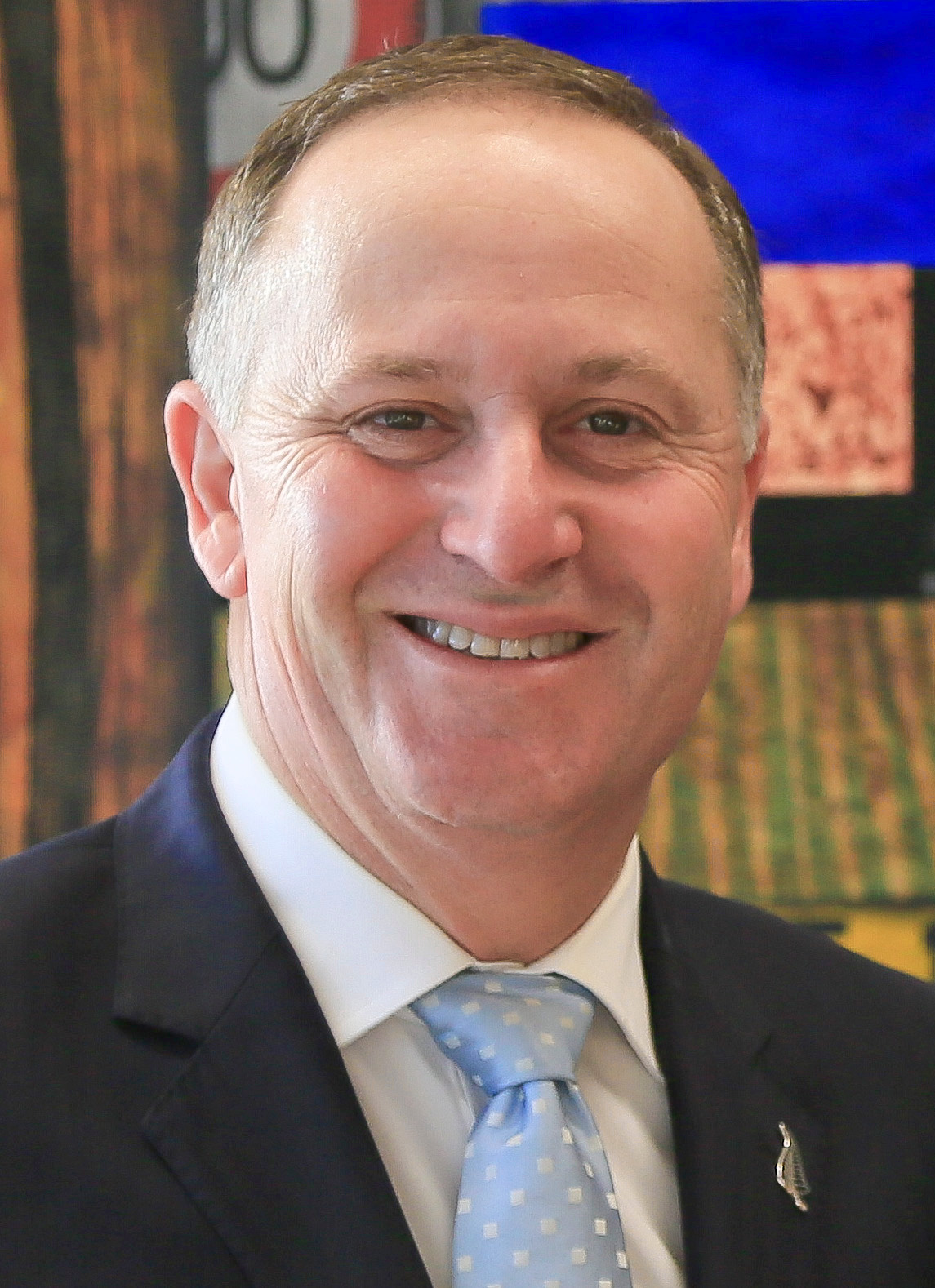
Sir John Key serviu de 2008 a 2016, nascido em 1961
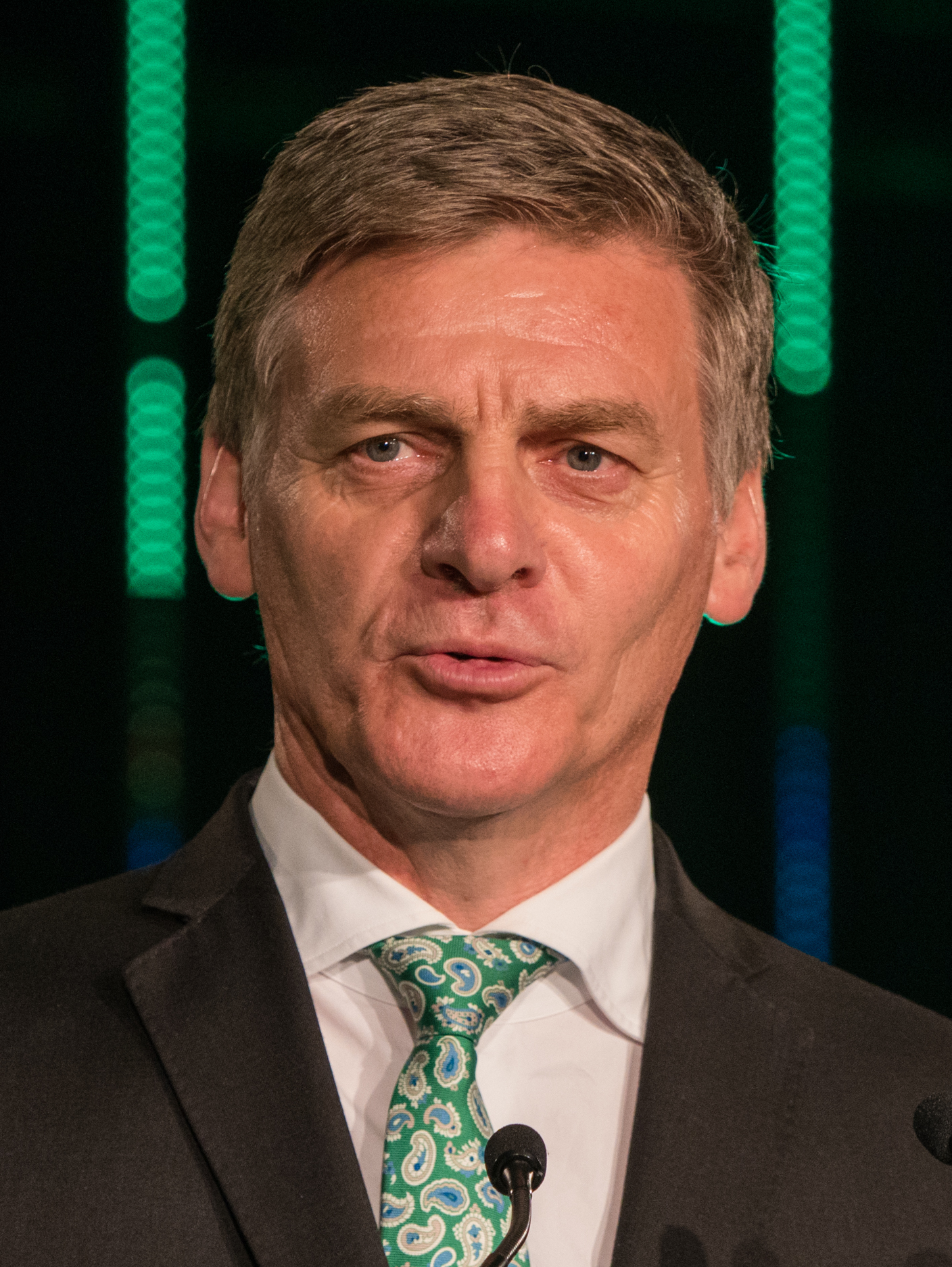
Sir Bill English serviu 2016 a 2017, nascido em 1961
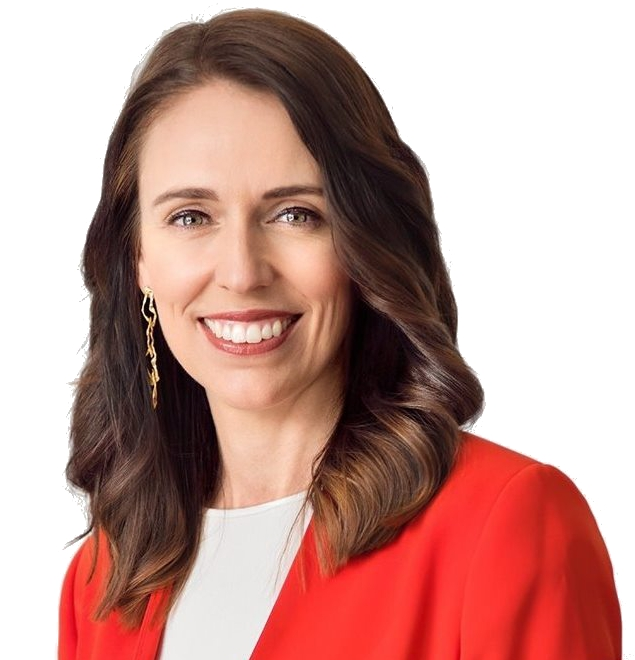
Jacinda Ardern serviu de 2017 a 2023, nascida em 1980
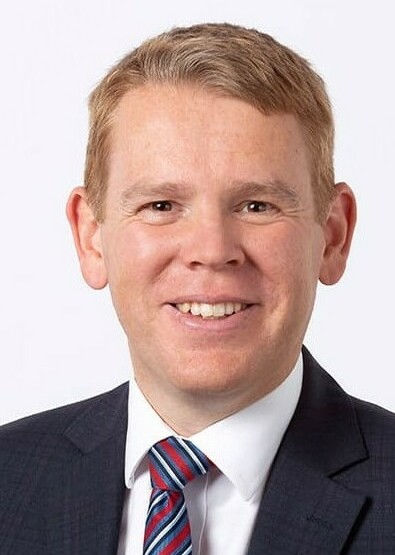
Chris Hipkins serviu em 2023, nascido em 1978

 O primeiro-ministro mais recente a morrer foi David Lange (serviu em 1984-1989), em 13 de agosto de 2005, aos 63 anos.

## Vice-primeiro-ministro
Nos últimos sessenta anos, também se desenvolveu uma convenção de nomeação de um vice-primeiro-ministro. O vice geralmente possui importantes carteiras ministeriais e, por convenção, torna-se primeiro-ministro em exercício na ausência ou incapacidade do primeiro-ministro. O vice é comumente um membro do mesmo partido que o primeiro-ministro, mas não necessariamente; em governos de coalizão, o líder parlamentar de um partido júnior pode receber o cargo. Winston Peters, líder da Nova Zelândia Primeiro, é o atual vice-primeiro-ministro, também servindo como ministro das Relações Exteriores.